# Delftechpark
Delftechpark is een buurt in Delft die in gebruik is als bedrijventerrein.
Het bedrijventerrein is specifiek opgezet voor kennisgeoriënteerde bedrijven. De gemeente Delft nam het initiatief tot dit terrein om de positie van Delft als kennisstad verder te vergroten. Het terrein ligt in de wijk Wippolder. In 1995 werd de eerste kavel vrijgegeven.

## Fotogalerij

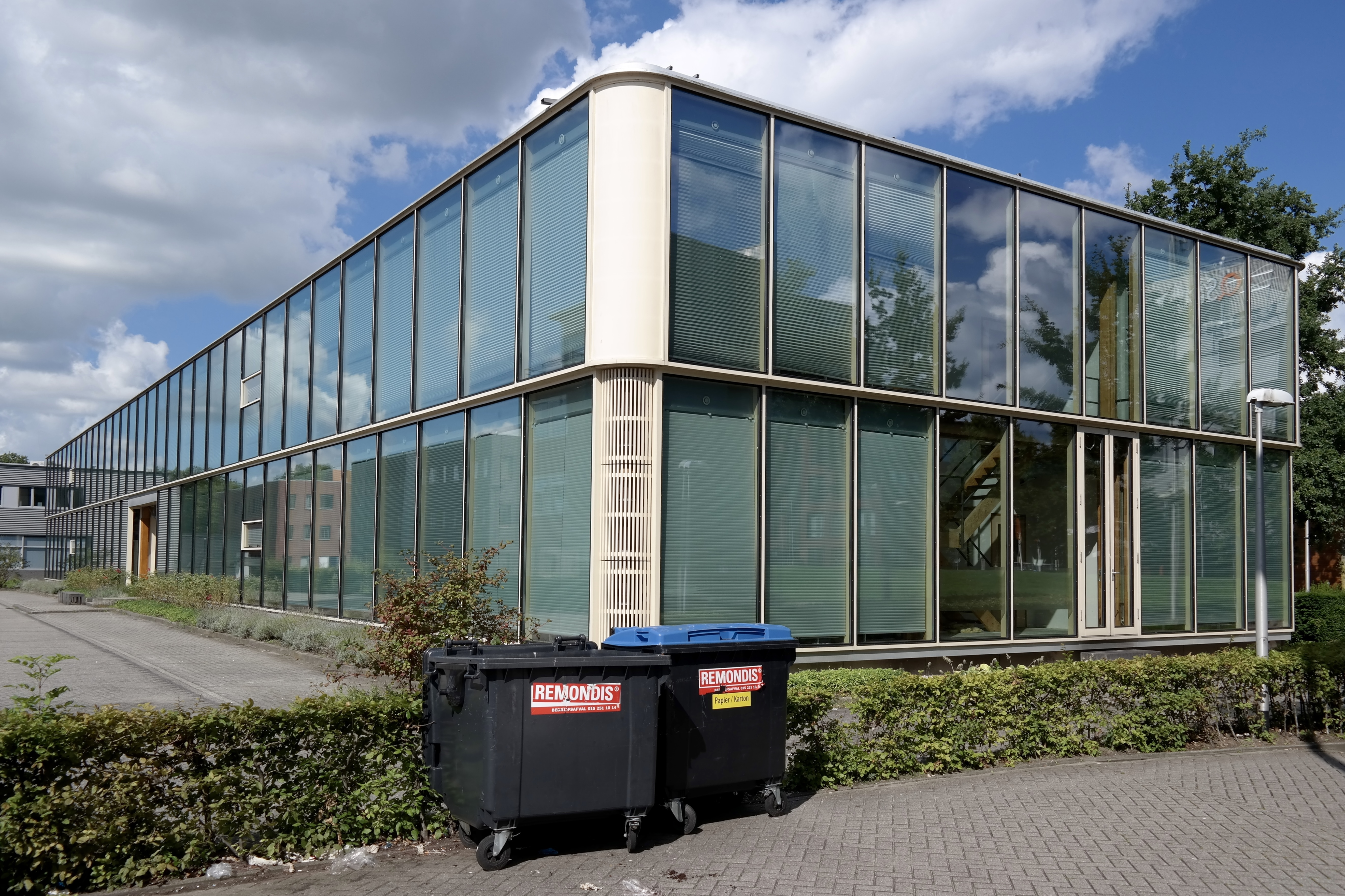
Gebouw XX, circulair kantoorgebouw uit 1998
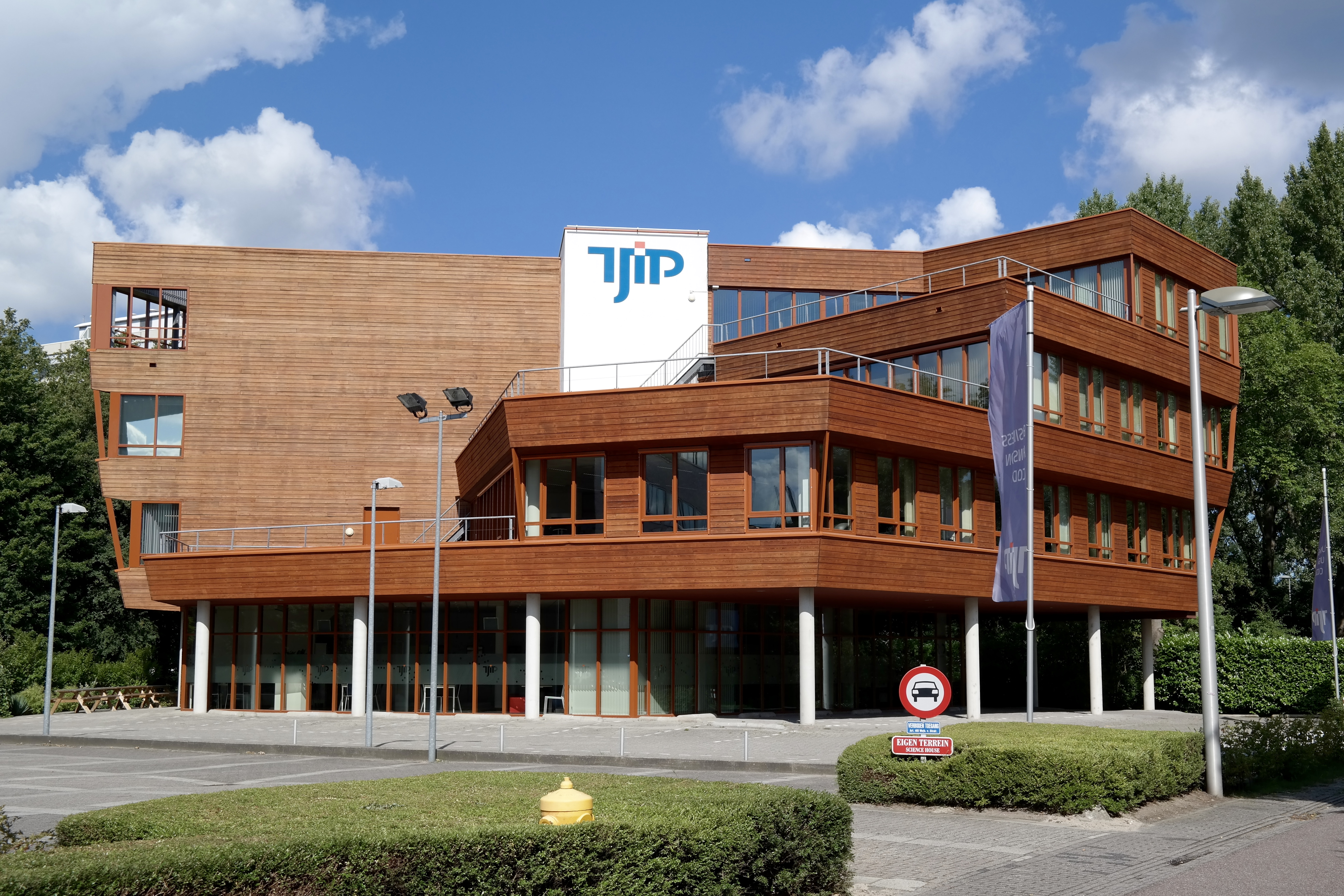
Kantoorgebouw TJIP

Stad: Delft     Buurtschappen: Abtswoude · Klein-Delfgauw

Wijken en Buurten: Buitenhof · Centrum · Delftse Hout · Hof van Delft · Ruiven · Schieweg · Tanthof · Voordijkshoorn · Voorhof · Vrijenban · Wippolder

Bedrijventerreinen: Delftechpark · Technopolis

Zuid-Holland: Steden en dorpen    Nederland: Provincies · Gemeenten